# Центральне регіональне управління ДПС (Україна)
Центральне регіональне управління (Ц РУ) — територіальний орган Державної прикордонної служби України. До обов'язків управління входить контроль пропускних пунктів аеропортів, залізничних вокзалів, а також проведення спеціальних операцій.

## Історія
Кабінет Міністрів України, постановою від 10 квітня 2019 р. № 314, створив новий територіальний орган управління Державної прикордонної служби — Центральне регіональне управління. Це повинно забезпечити ефективніше виконання завдань з охорони державного кордону та посилить управління органами охорони державного кордону і оперативними підрозділами.

## Структура
- 10 окремий загін оперативного реагування «Дозор»
- Окремий контрольно-пропускний пункт «Київ»[2]
  - Відділ прикордонної служби «Бориспіль-1» І категорії (тип А)
  - Відділ прикордонної служби «Бориспіль-3» ІІ категорії (тип А)
  - Відділ прикордонної служби «Київ-пасажирський» ІІІ категорії (тип А)
  - Відділ прикордонної служби «Жуляни» ІІІ категорії (тип А)
  - Відділ прикордонної служби «Гостомель» ІІІ категорії (тип А)
  - Інші службові підрозділи
- Окремий регіональний центр комплектування (Київ)

## Командування
- полковник Васильківський Владислав Станіславович (2019)